# 2006 HP122
2006 HP122, também escrito como 2006 HP122, é um objeto transnetuniano que está localizado no Cinturão de Kuiper, uma região do Sistema Solar. Este corpo celeste é classificado como um cubewano. Ele possui uma magnitude absoluta de 7,2 e tem um diâmetro estimado com 160 km.

## Descoberta
2006 HP122 foi descoberto no dia 26 de abril de 2006 pelo astrônomo Marc W. Buie.

## Órbita
A órbita de 2006 HP122 tem uma excentricidade de 0,170 e possui um semieixo maior de 46,531 UA. O seu periélio leva o mesmo a uma distância de 38,633 UA em relação ao Sol e seu afélio a 54,429 UA.